# Pinta (jednostka objętości)

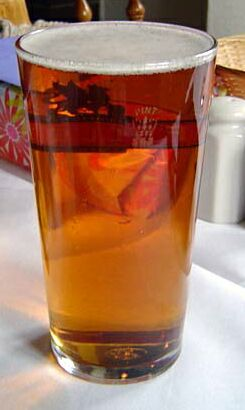
Szklanka o pojemności 1 pinty imperialnej

Pinta, półkwarta (ang. pint) – zróżnicowana jednostka objętości lub pojemności stosowana głównie w Wielkiej Brytanii (ang. imperial pint), Irlandii oraz Stanach Zjednoczonych. W USA stosowane są dwie różne jednostki o nazwie pinta - jedna do odmierzania płynów (ang. U.S. liquid pint), a druga do sypkich ciał stałych (ang. U.S. dry pint).
Wielkości pint:
- 1 pinta imperialna = 568,26 ml[a]
- 1 amerykańska pinta dla płynów  = 473,2 ml
- 1 amerykańska pinta dla ciał sypkich = 550,6 ml

W każdym z ww. systemów:
1 pinta = 2 filiżanki = 1/2 kwarty = 1/8 galona
Pinta jest obecnie stosowana w Wielkiej Brytanii, Irlandii, Kenii i na Malcie jako jednostka miary piwa. Czasem stosuje się też pintę jako jednostkę objętości mleka.
Inne kraje, w których używana jest pinta to:
- Francja – 1 pinta = 930 ml
- Belgia – 1 pinta = 687 ml
- Holandia – 1 pinta = 606 ml.